# Andiran
Andiran ist eine französische Gemeinde im Département Lot-et-Garonne in der Region Nouvelle-Aquitaine (vor 2016: Aquitanien). Die Gemeinde gehört zum Arrondissement Nérac und zum Kanton L’Albret. 
Die Einwohner werden Andiranais und Andiranaises genannt.

## Geographie
Andiran liegt circa drei Kilometer südöstlich von Nérac.
Umgeben wird Andiran von den Nachbargemeinden:
|             |                                             | Nérac   |
| Réaup-Lisse | Kompassrose, die auf Nachbargemeinden zeigt | Fréchou |
|             | Mézin                                       |         |

Andiran wird von den Flüssen Osse im Osten und Gélise im Westen, welche im Norden der Gemeinde zusammenfließen, umgeben.

## Geschichte
Unter dem Ancien Régime gehörte das Lehnsgut der Familie de Barrau.

## Bevölkerungsentwicklung
| Jahr      | 1962 | 1968 | 1975 | 1982 | 1990 | 1999 | 2011 | 2018 |
| Einwohner | 303  | 289  | 251  | 233  | 219  | 226  | 214  | 226  |

Quellen: Cassini und INSEE

## Sehenswürdigkeiten
- Reste einer Römerstraße in der Nähe des Dorfs
- Reste von Umfassungsmauern um das Dorf herum
- Château d'Andiran, Anwesen des Generals Stéphane Abrial
- Château d'Hordosse
- Château de Hourton
- Häuser aus dem 16. Jahrhundert
- Pont de Tauziète über die Osse
- Romanische Kirche

## Belege
1. Pont de Tauziète auf culture.gov.fr
2. ↑  Pont de Tauziète auf culture.gov.fr